# Kolozs
Kolozs (hongrois : Kolozs [ˈkoloʒ] ou Kolozs vármegye ; allemand : Clausenburg ; latin : Comitatus Kolosiensis ; roumain : Cluj) est un  comitat du royaume de Hongrie et de la principauté de Transylvanie qui a existé entre le XIIe siècle et 1784 puis à nouveau après 1867 et jusqu'en 1918.

## Nom et attributs

### Toponymie
Le nom du comitat peut provenir soit du latin clausa – clusa, également à l'origine des mots « clos » et « cluse », soit du slave kluč ou du germanique Klause – Kluse désignant, dans le contexte géographique local, une « passe » dans les montagnes.

## Localisation
Le comitat de Kolozs, comme le canton de Bâle en Suisse, était composé de deux comitats emboîtés : Kolozs-ville et Kolozs-campagne. Il avait une superficie totale de 5 006 km2 pour une population de 286 687 habitants en 1910 (densité : 57,3 hab/km2). Il s'étendait dans les massifs du Bihar, dans la vallée du Someș (Someșul Mic) et du Crișul Repede.
Il était limité au nord-ouest par le comitat de Szilágy, au nord par le comitat de Szolnok-Doboka, au nord-est par le comitat de Beszterce-Naszód, au sud-est par le comitat de Maros-Torda, au sud par le comitat de Torda-Aranyos et à l'ouest par le comitat de Bihar.

## Histoire
Apparu au XIIe siècle, le comitat disparaît en 1711 lors de l'établissement des nouveaux Bezirke par l'empereur Charles III d'Autriche, puis est rétabli, mais avec des limites modifiées et simplifiées, après le Compromis austro-hongrois de 1867 qui supprime la principauté de Transylvanie.
En décembre 1918, il a été intégré au royaume de Roumanie, ce qui fut confirmé par le traité de Trianon en 1920 : il devient alors le județ de Cluj.
De 1940 à 1944, au deuxième arbitrage de Vienne, il a été aux trois-quarts rendu à la Hongrie. Le quart laissé à la Roumanie, au sud-ouest, a été alors rattaché au județ voisin de Turda. Fin 1944 il a réintégré la Roumanie, ce qui a été officialisé par le traité de paix de Paris en 1947.
En 1950, il a été supprimé au profit des régions administratives de la République populaire roumaine. Lors du rétablissement des județe en 1968, sa partie nord-ouest a été intégrée au județ de Sălaj, le nord-est au județ de Bistrița-Năsăud et le sud-est au județ de Mureș.

## Population
En 1900, le comitat comptait 253 656 habitants dont 146 268 Roumains (57,66 %), 95 626 Hongrois (37,70 %) et 9 058 Allemands (3,57 %). Les Hongrois étaient cependant majoritaires dans les villes et notamment à Kolozsvár qui comptait 40 845 Hongrois pour 6 039 Roumains alors que les campagnes étaient elles-mêmes très majoritairement roumaines (140 229 Roumains et 54 781 Hongrois).
En 1910, le comitat comptait 286 687 habitants dont 153 717 Roumains (56,26 %), 111 440 Hongrois (38,87 %) et 8 386 Allemands (2,93 %).

## Organisation administrative
Le comitat était composé du comitat urbain de Kolozs (162 km2) et du comitat rural de Kolozs (4 844 km2), lui-même formé d'un district urbain et de neuf districts ruraux.
| Comitat | chef-lieu |
| ------- | --------- |
| Kolozs  | Kolozsvár |

| District | Chef-lieu |
| -------- | --------- |
| Kolozs   | Kolozsvár |

| District     | Chef-lieu    |
| ------------ | ------------ |
| Bánffyhunyad | Bánffyhunyad |
| Gyalu        | Gyalu        |
| Hidalmás     | Hidalmás     |
| Kolozsvár    | Kolozsvár    |
| Mezőörményes | Mezőörményes |
| Nádasment    | Kolozsvár    |
| Mocs         | Mocs         |
| Nagysármás   | Nagysármás   |
| Teke         | Teke         |